# Cylindera
Cylindera Westwood, 1831 è un genere di coleotteri carabidi della sottofamiglia Cicindelinae.

## Tassonomia

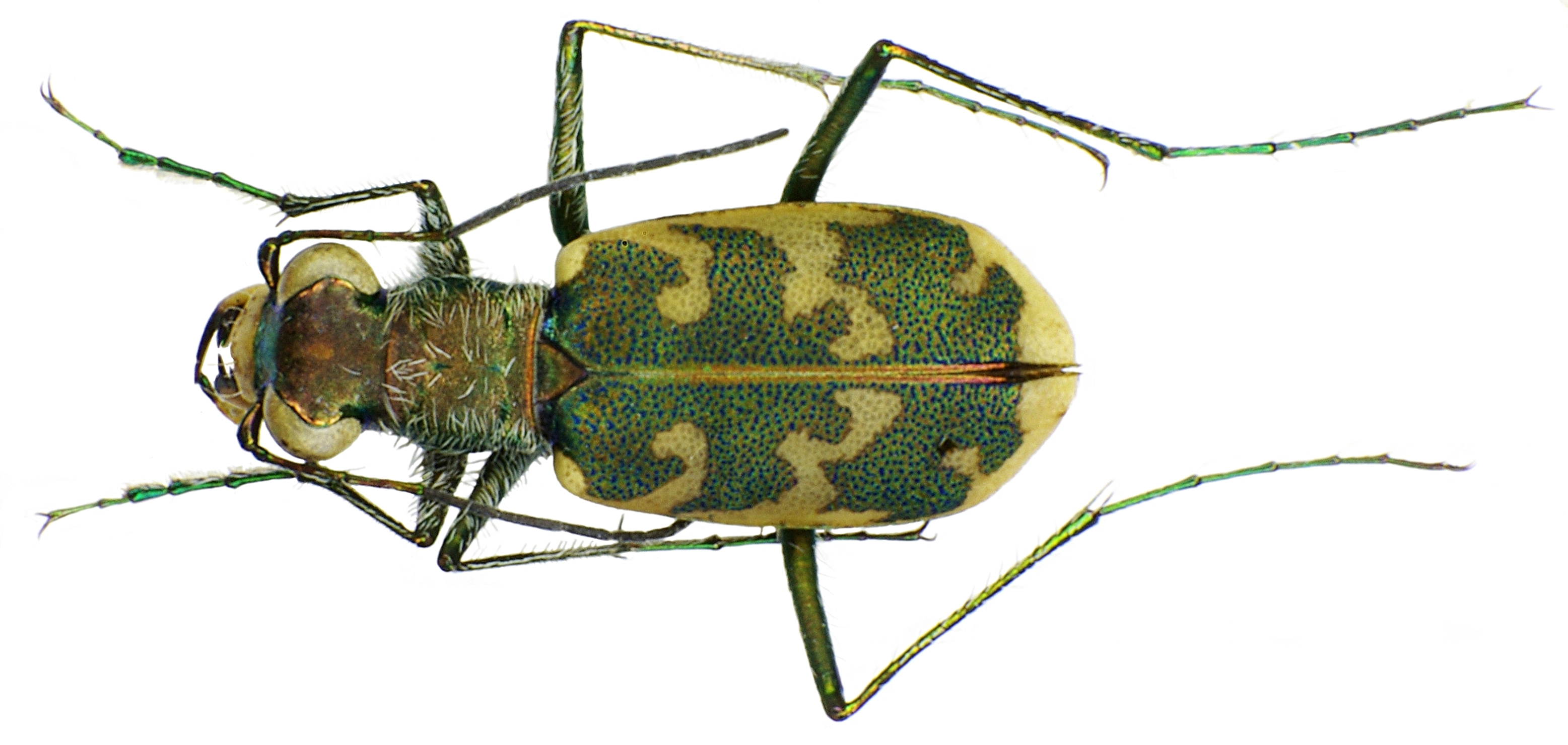
Cylindera arenaria

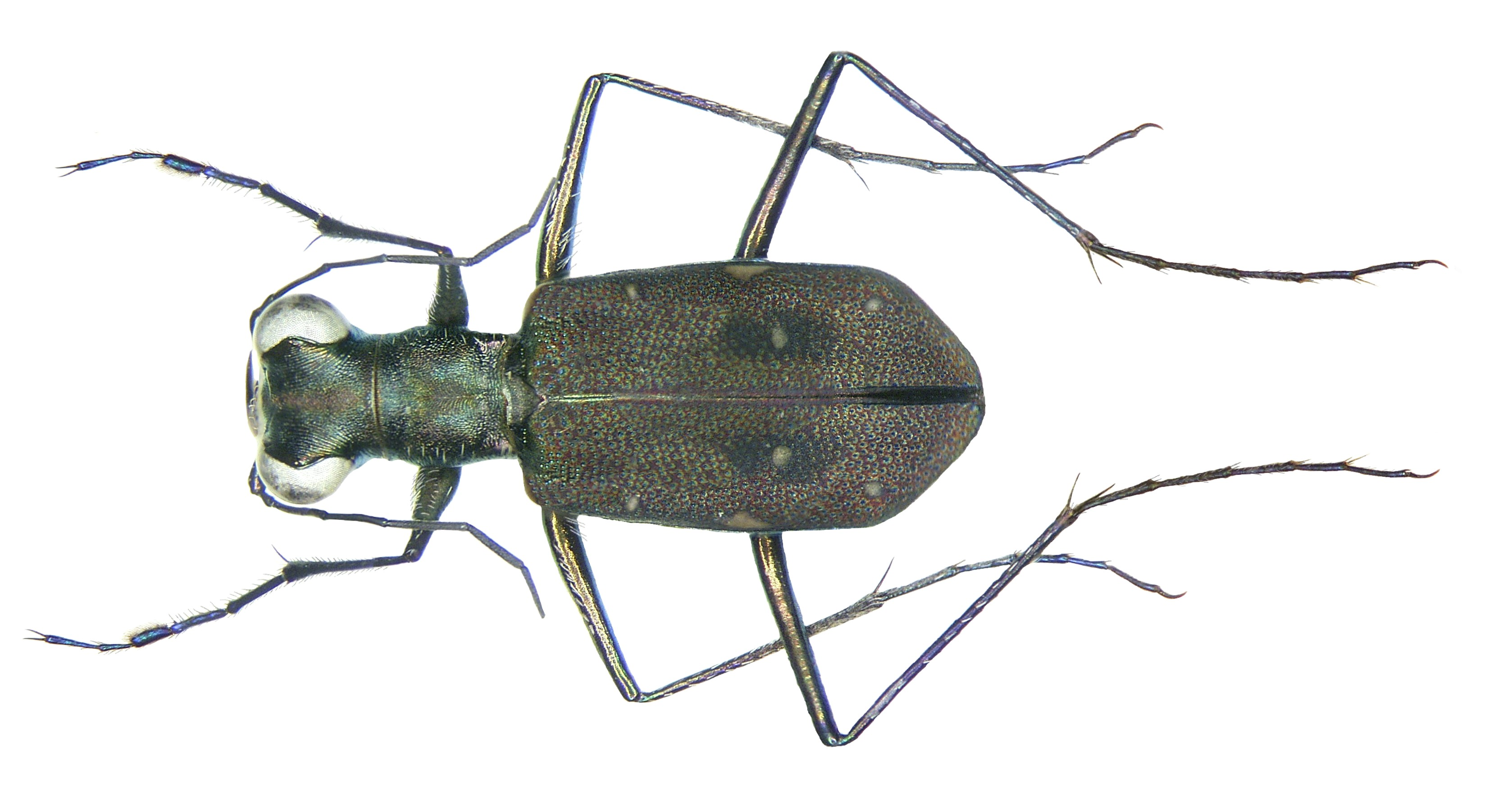
Cylindera discreta

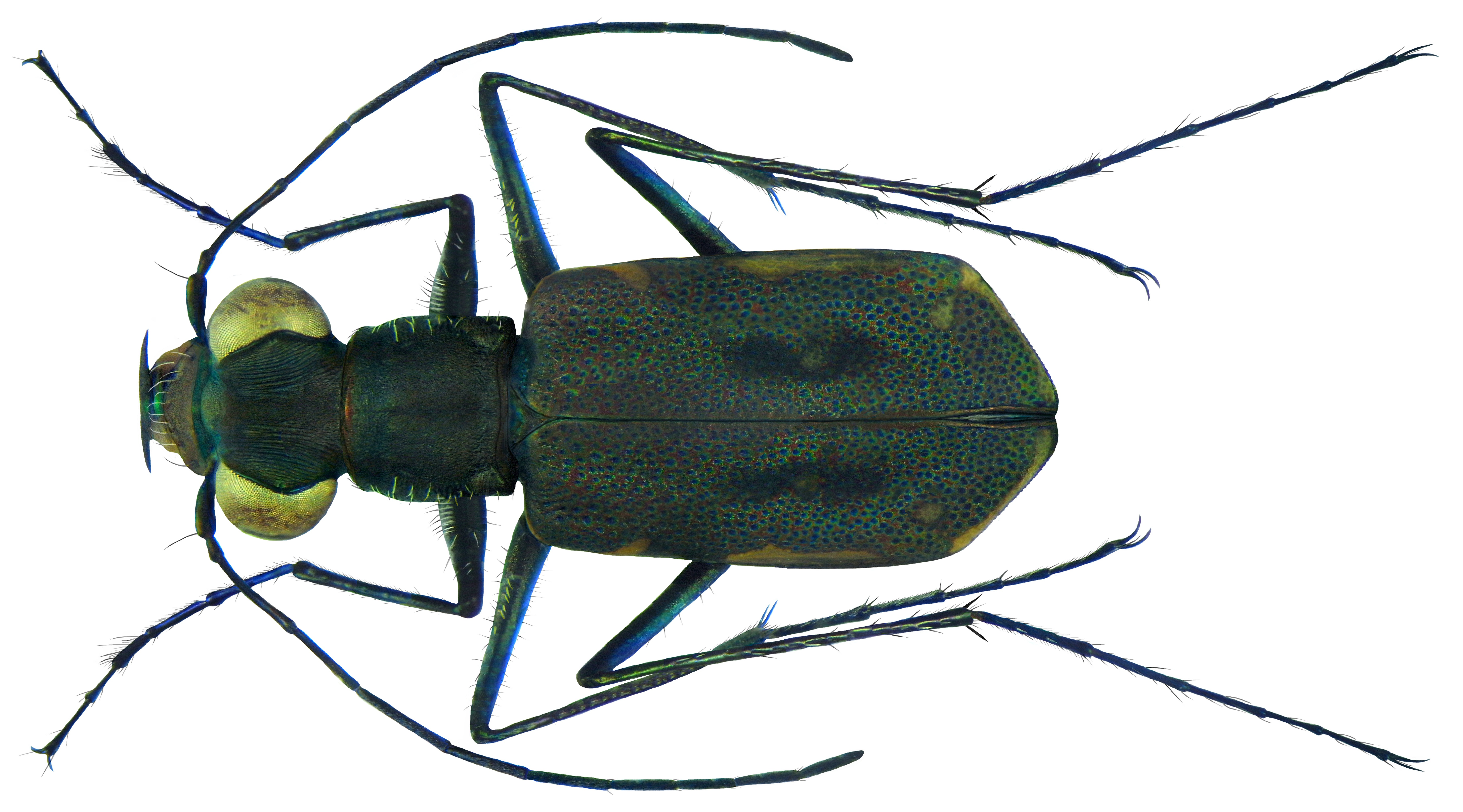
Cylindera froggattii

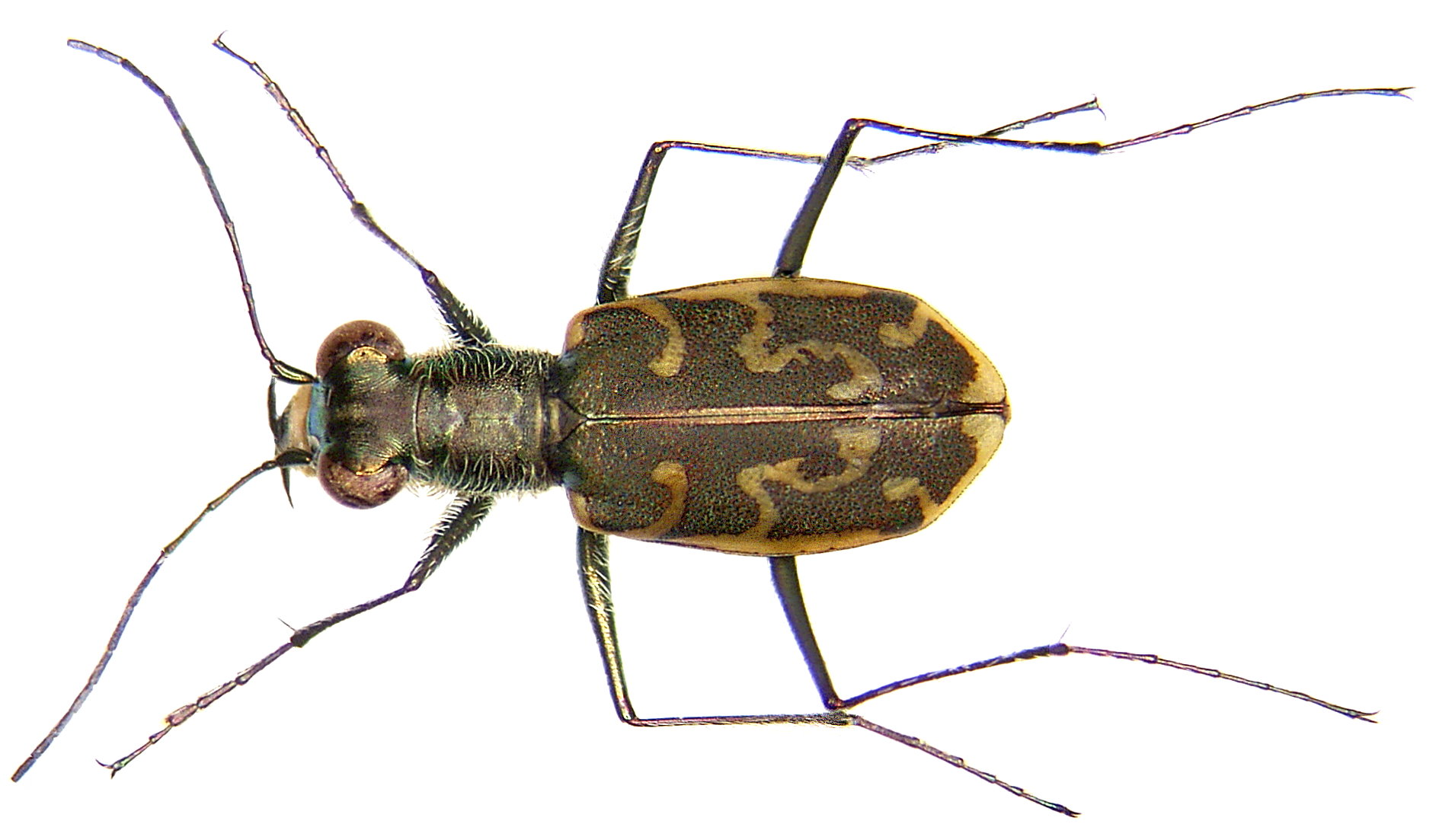
Cylindera trisignata

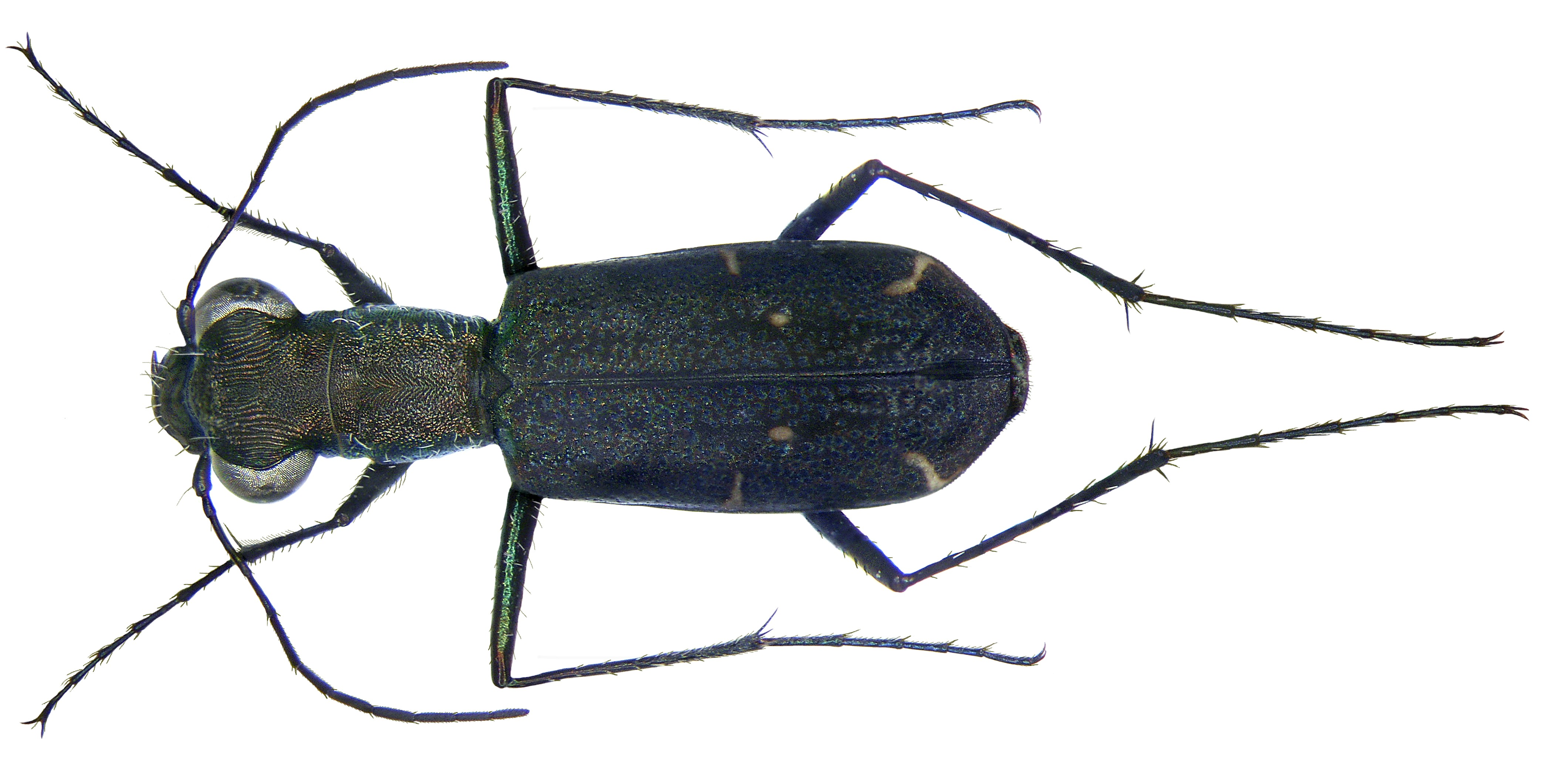
Cylindera viduata

Il genere comprende le seguenti specie:
- Sottogenere Apterodela Rivalier, 1950
  - Cylindera kazantsevi Matalin, 2001
  - Cylindera lobipennis (Bates, 1888)
  - Cylindera ovipennis (Bates, 1882)
  - Cylindera shirakii (W.Horn, 1927)
- Sottogenere Conidera Rivalier, 1961
  - Cylindera conicollis (Schaum, 1862)
  - Cylindera mandibularis (Schaum, 1860)
- Sottogenere Cylindera sensu stricto
  - Cylindera albosignata (W.Horn, 1913)
  - Cylindera armandi (Fairmaire, 1886)
  - Cylindera aurosternalis (W.Horn, 1894)
  - Cylindera celeripes (LeConte, 1848)
  - Cylindera cinctipennis (LeConte, 1848)
  - Cylindera colmanti (W.Horn, 1899)
  - Cylindera confluentesignata (W. Horn, 1915)
  - Cylindera cursitans (LeConte, 1857)
  - Cylindera cylindriformis (W.Horn, 1912)
  - Cylindera davidi (Fairmaire, 1887)
  - Cylindera debilis (Bates, 1890)
  - Cylindera delavayi (Fairmaire, 1886)
  - Cylindera descendens (Fischer, 1825)
  - Cylindera dokhtourowi (Jakovlev, 1884)
  - Cylindera dromicoides (Chaudoir, 1852)
  - Cylindera eoa (W.Horn, 1898)
  - Cylindera friedenreichi (Dokhtouroff, 1887)
  - Cylindera fuscopurpurea (Mandl, 1956)
  - Cylindera germanica (Linnaeus, 1758)
  - Cylindera gracilis (Pallas, 1773)
  - Cylindera granulipennis (Bates, 1874)
  - Cylindera hoegei (Bates, 1881)
  - Cylindera kollari (Gistl, 1837)
  - Cylindera lautissima (Dokhtouroff, 1888)
  - Cylindera lemniscata (LeConte, 1854)
  - Cylindera lunalonga (Schaupp, 1884)
  - Cylindera malaris (W. Horn, 1896)
  - Cylindera marquardti (W. Horn, 1906)
  - Cylindera minutula (Guerin-Meneville, 1849)
  - Cylindera morio (Klug, 1834)
  - Cylindera murzinorum (Naviaux, 2011
  - Cylindera nephelota (Bates, 1882)
  - Cylindera nox (Semenov, 1897)
  - Cylindera nudata (W.Horn, 1915)
  - Cylindera obliquefasciata (M.Adams, 1817)
  - Cylindera obsoletesignata (W. Horn, 1895)
  - Cylindera obsoletesignata (W.Horn, 1895)
  - Cylindera oesterlei (Sawada & Wiesner, 2004
  - Cylindera paludosa (L.Dufour, 1820)
  - Cylindera piligera (W. Horn, 1897)
  - Cylindera praecisa (Bates, 1890)
  - Cylindera pseudocylindriformis (W.Horn, 1913)
  - Cylindera raffrayi (Werner, 1993
  - Cylindera sauteri (W.Horn, 1912)
  - Cylindera serranoi (Werner, 1995
  - Cylindera terricola (Say, 1824)
  - Cylindera unipunctata (Fabricius, 1775)
  - Cylindera viridisticta (Bates, 1881)
- Sottogenere Eriodea Rivalier, 1961
  - Cylindera albopunctata (Chaudoir, 1852)
- Sottogenere Eugrapha Rivalier, 1950
  - Cylindera agnata (Fleutiaux, 1890)
  - Cylindera ancistridia (Acciavatti & Pearson, 1989)
  - Cylindera arenaria (Fuesslin, 1775)
  - Cylindera bigemina (Klug, 1834)
  - Cylindera biprolongata (W.Horn, 1924)
  - Cylindera bonina (Nakane & Kurosawa, 1959)
  - Cylindera brevis (W.Horn, 1905)
  - Cylindera cognata (Wiedemann, 1823)
  - Cylindera contorta (Fischer von Waldheim, 1828)
  - Cylindera dissimilis (Peringuey, 1892)
  - Cylindera elisae (Motschulsky, 1859)
  - Cylindera erudita (Wiedemann, 1823)
  - Cylindera excisa (Schaum, 1862)
  - Cylindera grammophora (Chaudoir, 1852)
  - Cylindera illecebrosa (Dokhtouroff, 1885)
  - Cylindera inopinata (Cassola, 1987
  - Cylindera inscripta (Zoubkoff, 1833)
  - Cylindera iravaddica (Gestro, 1893)
  - Cylindera litterifera (Chaudoir, 1842)
  - Cylindera mesoepisternalis (W.Horn, 1933)
  - Cylindera minuta (Olivier, 1790)
  - Cylindera mongolica (Faldermann, 1835)
  - Cylindera mutata (Fleutiaux, 1893)
  - Cylindera procera (W.Horn, 1905)
  - Cylindera pseudodeserticola (W.Horn, 1891)
  - Cylindera pygmaea (Dejean, 1825)
  - Cylindera singalensis (W.Horn, 1911)
  - Cylindera soror (W.Horn, 1897)
  - Cylindera sublacerata (Solsky, 1874)
  - Cylindera trisignata (Dejean, 1822)
  - Cylindera venosa (Kollar, 1836)
  - Cylindera zaza (Alluaud, 1902) Descr.MAD
- Sottogenere Glomera Acciavatti & Pearson, 1989
  - Cylindera belloides (W.Horn, 1907)
  - Cylindera ochrocnemis (Acciavatti & Pearson, 1989)
- Sottogenere Ifasina Jeannel, 1946
  - Cylindera anelia (Acciavatti & Pearson, 1989)
  - Cylindera belli (W.Horn, 1894)
  - Cylindera centropunctata (Dejean, 1831)
  - Cylindera collicia (Acciavatti & Pearson, 1989)
  - Cylindera constricticollis (W.Horn, 1913)
  - Cylindera craspedota (Schaum, 1863)
  - Cylindera cyclobregma (Acciavatti & Pearson, 1989)
  - Cylindera decellei Basilewsky, 1968
  - Cylindera decempunctata (Dejean, 1825)
  - Cylindera decolorata (W.Horn, 1907)
  - Cylindera dilatotarsa (W.Horn, 1924)
  - Cylindera discreta (Schaum, 1863)
  - Cylindera disjuncta (Dejean, 1825)
  - Cylindera dormeri (W.Horn, 1898)
  - Cylindera dregei (Mannerheim, 1837)
  - Cylindera fabiocassolai Wiesner, 1989
  - Cylindera fallaciosa (W.Horn, 1897)
  - Cylindera fallax (Coquerel, 1851)
  - Cylindera foveolata (Schaum, 1863)
  - Cylindera froggatti (W.J.Macleay, 1887)
  - Cylindera ganglbaueri (W.Horn, 1892)
  - Cylindera genofiae Rivalier, 1973
  - Cylindera graniticollis Cassola, 1995
  - Cylindera gulbenkiana Serrano, 2007
  - Cylindera henryi (W.Horn, 1925)
  - Cylindera holosericea (Fabricius, 1801)
  - Cylindera humerula (W.Horn, 1905)
  - Cylindera humillima (Gestro, 1893)
  - Cylindera jacobsoni (W.Horn, 1913)
  - Cylindera juergenwiesneri Naviaux, 1991
  - Cylindera kaleea (Bates, 1866)
  - Cylindera khmer Cassola, 2005
  - Cylindera labioaenea (W.Horn, 1892)
  - Cylindera lesnei (Babault, 1923)
  - Cylindera limitisca (Acciavatti & Pearson, 1989)
  - Cylindera lizleri Werner, 1994
  - Cylindera lutaria (Guerin-Meneville, 1849)
  - Cylindera macilenta (Schaum, 1862)
  - Cylindera marshallisculpta (W.Horn, 1913)
  - Cylindera melitops (Acciavatti & Pearson, 1989)
  - Cylindera modica (Gestro, 1893)
  - Cylindera nietneri (W.Horn, 1894)
  - Cylindera ocellifera (W.Horn, 1905)
  - Cylindera octoguttata (Fabricius, 1787)
  - Cylindera paeninsularis Naviaux, 1991
  - Cylindera paucipilina (Acciavatti & Pearson, 1989)
  - Cylindera pronotalis (W.Horn, 1922)
  - Cylindera proserpina (W.Horn, 1904)
  - Cylindera psilica (Bates, 1866)
  - Cylindera rara (Minowa, 1932)
  - Cylindera rectangularis (Klug, 1832)
  - Cylindera reductula (W.Horn, 1915)
  - Cylindera sakalava Cassola & Andriamampianina, 1998
  - Cylindera salomonica (Cassola, 1987)
  - Cylindera seleiensis (Nidek, 1954)
  - Cylindera semperi (W.Horn, 1893)
  - Cylindera seriepunctata (W.Horn, 1892)
  - Cylindera severini (W.Horn, 1892)
  - Cylindera sikhimensis (Mandl, 1982)
  - Cylindera somnuki Naviaux, 1991
  - Cylindera spinolai (Gestro, 1889)
  - Cylindera spinosa (W.Horn, 1905)
  - Cylindera subtilesignata (Mandl, 1970)
  - Cylindera takahashii Cassola & Sato, 2004
  - Cylindera umbratilis (Fairmaire, 1903)
  - Cylindera umbropolita (W.Horn, 1905)
  - Cylindera viduata (Fabricius, 1801)
  - Cylindera viridilabris (Chaudoir, 1852)
  - Cylindera waterhousei (W.Horn, 1900)
  - Cylindera willeyi (W.Horn, 1904)
- Sottogenere Leptinomera Rivalier, 1961
  - Cylindera bouchardi (W.Horn, 1900)
  - Cylindera brendelliana Naviaux, 1991
  - Cylindera bryanti Cassola, 1983
  - Cylindera catopteroides (W.Horn, 1892)
  - Cylindera dieckmanni Cassola, 1983
  - Cylindera discovelutinosa (W.Horn, 1931)
  - Cylindera filigera (Bates, 1878)
  - Cylindera genieri Cassola & Werner, 2003
  - Cylindera hammondi Cassola, 1983
  - Cylindera ibana (Bogenberger, 1984)
  - Cylindera kibbyana Cassola, 1983
  - Cylindera kualatahanensis Matalin & Cassola, 2002
  - Cylindera longipalpis (W.Horn, 1892)
  - Cylindera macrodonta Cassola & Probst, 1995
  - Cylindera maxillaris (W.Horn, 1895)
  - Cylindera nana (Schaum, 1862)
  - Cylindera nanula (W.Horn, 1937)
  - Cylindera perparva Cassola, 1983
  - Cylindera plasoni (W.Horn, 1903)
  - Cylindera pseudokibbyana Cassola, 2009
  - Cylindera pseudolongipalpis (W.Horn, 1930)
  - Cylindera pseudonana (W.Horn, 1924)
  - Cylindera rothschildi (W.Horn, 1896)
  - Cylindera sarawakensis Wiesner, 1996
  - Cylindera virgulifera Cassola, 1995
  - Cylindera werneri (Wiesner, 1988
- Sottogenere Oligoma Rivalier, 1961
  - Cylindera lacunosa (Putzeys, 1875)
  - Cylindera paradoxa (W.Horn, 1892)
- Sottogenere Plectographa Rivalier, 1954
  - Cylindera apiata (Dejean, 1825)
  - Cylindera chiliensis (Audouin & Brulle, 1839)
  - Cylindera chubuti (Cassola, 1999
  - Cylindera drakei (W. Horn, 1892)
  - Cylindera eugeni (Castelnau, 1835)
  - Cylindera gormazi (Reed, 1871)
  - Cylindera hassenteufeli (Mandl, 1960)
  - Cylindera hirsutifrons (Sumlin, 1979)
  - Cylindera melaleuca (Dejean, 1831)
  - Cylindera mixtula (W. Horn, 1915)
  - Cylindera nahuelbutae (Pena, 1957)
  - Cylindera nigrovittata (W. Horn, 1896)
  - Cylindera nivea (Kirby, 1818)
  - Cylindera patagonica (Brulle, 1837)
  - Cylindera ramosa (Brulle, 1837)
  - Cylindera ritsemae (W. Horn, 1895)
  - Cylindera siccalacicola (Sumlin, 1979)
  - Cylindera sinuosa (Brulle, 1837)
  - Cylindera suturalis (Fabricius, 1798)
  - Cylindera yaguaree (Perger & Guerra, 2012
  - Cylindera zischkai (Mandl, 1956)
- Sottogenere Setinteridenta Acciavatti, 1987
  - Cylindera rhytidopteroides (W.Horn, 1924)
- Sottogenere Verticina Rivalier, 1961
  - Cylindera antoni (Cassola & Probst, 1996
  - Cylindera dayaka (Matalin, 2002
  - Cylindera elegantissima (W.Horn, 1892)
  - Cylindera glabra (Bogenberger, 1988)
  - Cylindera neervoorti (W.Horn, 1913)
  - Cylindera versicolor (W.S.MacLeay, 1825)